# Canciones de patria nueva / Corazón de bandido
Canciones de patria nueva / Corazón de bandido es el undécimo álbum de estudio del cantautor chileno Ángel Parra, lanzado en 1971. El primer lado del vinilo contiene Canciones de patria nueva, en tanto que el segundo, Corazón de bandido. En el primero colabora la banda Los Blops, aportando por primera vez en un álbum de Ángel el uso de guitarras eléctricas, produciendo un sonido más rock. Este fenómeno es el mismo que se produce en el álbum El derecho de vivir en paz de Víctor Jara, de ese mismo año y en el cual colabora Ángel Parra.
Posteriormente este disco fue reeditado y lanzado en CD, con otra carátula y otro ordenamiento de las canciones.
En 2000 el álbum fue relanzado con el nombre de Corazón de bandido por el sello Alerce.

## Lista de canciones
Toda la música compuesta por Ángel Parra, salvo que se indique lo contrario. 
| Canciones de patria nueva |                                           |                  |          |  |
| N.º                       | Título                                    | Música           | Duración |  |
| 1.                        | «Sol, volantín y bandera» (con Los Blops) |                  |          |  |
| 2.                        | «Canción de patria nueva»                 |                  |          |  |
| 3.                        | «Pobre del cantor» (con Los Blops)        | Pablo Milanés    |          |  |
| 4.                        | «Miles de manos»                          |                  |          |  |
| 5.                        | «Canción para mi pueblo»                  | Rubén Ortiz      |          |  |
| 6.                        | «Corazón de bandido»                      | Críspulo Gándara |          |  |

| Corazón de bandido |                              |                                               |          |  |
| N.º                | Título                       | Música                                        | Duración |  |
| 7.                 | «La pobre loca»              | Críspulo Gándara                              |          |  |
| 8.                 | «El hundimiento del Angamos» | Críspulo Gándara                              |          |  |
| 9.                 | «Corazón de escarcha»        | Chilote Campos                                |          |  |
| 10.                | «Ausencia»                   | Francisco Bianco, Carlos Gardel, José Razzano |          |  |
| 11.                | «Sólo porque soy viejo»      | Roberto Parra                                 |          |  |

## Créditos
- Horacio Salinas, Marcelo Coulón: guitarras en «Canciones de patria nueva».
- Los Blops: colaboración musical en temas 1 y 3.